# فوميهيتو هاراغوتشي
فوميهيتو هاراغوتشي (باليابانية: 原口 文仁) هو لاعب بيسبول ياباني محترف. ولد في 3 مارس 1992 في يوري، سايتاما، اليابان. يلعب دور الماسك للفريق بيسبول هانشين تايغرز.

## الحياة الشخصية
في نهاية موسم 2018 ، تم تشخيص إصابته بسرطان القولون والمستقيم خلال فحص طبي في نهاية العام. خضع لعملية جراحية بعد بضعة أسابيع ، وفي 31 يناير ، أعلن على وسائل التواصل الاجتماعي أن الجراحة التي أجريت له كانت ناجحة ونشر تغريدة أخرى بعد ستة أيام قائلاً إنه غادر المستشفى.

## روابط خارجية
- فوميهيتو هاراغوتشي على موقع الدوري الياباني لكرة القاعدة (الإنجليزية)
- فوميهيتو هاراغوتشي على موقعبيزبول رفرنس.كوم (الدوري الثانوي) (الإنجليزية)